# Општина Богданица (Васлуј)
Богданица (рум. Bogdăniţa) општина је у Румунији у округу Васлуј.
Oпштина се налази на надморској висини од 171 m.